# Чудинко
Чудинко або Пуганко — в російській міфології демон, схожий до кікімори, своєрідний аналог полтергейста, втілення злого начала. 

## Образ
Погані люди закладають його у вигляді маленької ляльки з ганчірок або дерева під колоду будинку під час будівництва. Чудинко лякає мешканців ночами стуком і тріском. Особливо сильний він в занедбаних будинках. Позбутися його можна, тільки знищивши закладену ляльку. Ті, кому набридають пустощі чудинка, повинні кликати знахаря на підмогу або колоти вилами в нижні колоди хати з вигуками: «Ось тобі, ось тобі, за те-то і ось це!»

## Перекази
Замість скарбу
В одному будинку чудило та й чудило. Господиня в погріб полізе - хтось спідницю тягне, тягне з неї. А в кухні стояла стара піч. Раптом стало з-за печі свистіти. А то як трісь - господареві качалкою попало в голову. Приїхав чоловік один до них, сів чай пити - і як камінь впаде на стіл! То з-за печі раптом заєць вискочить, то щеня. Тоді один багатий дід каже:
- Тут скарб є.

Вони тоді виїхали і стали піч руйнувати. І в тій печі замість скарбу лялька виявилася, як жива, дивиться. Привели тоді попа, ікони поставили, давай всюди служити. Тоді качка вилізла, закрякала і пішла. Потім не стало нічого більше.

Лялька
Чоловік будинок будував, і теслярів чимось розсердив. І ось через деякий час, коли будинок вже стояв, почалися чудеса. Вночі як почало  квакати: дитина реве, аж за душу тягне. Виїхали, а що робити? Спати ніяк не могли в будинку. Подумали старі люди і дещо порадили. Довелося знімати, розкривати дах - і в останньому ряду колод, під балкою, знайшли лялечку. Маленька така, з ганчірок зшита. Швидко її скинули, а потім в піч.
З тих пір все скінчилося.